# Rose Marie Compaoré
Rose Marie Compaoré (ur. 13 listopada 1958 w Zoundwéogo, zm. 18 marca 2020 w Wagadugu) – burkińska polityk i członkini Unii na rzecz Postępu i Reform (UPC). Reprezentowała prowincję Zoundwéogo w Zgromadzeniu Narodowym. Compaoré pełniła funkcję drugiego wiceprzewodniczącego Zgromadzenia Narodowego Burkina Faso od 30 grudnia 2015 do 18 marca 2020 roku. 
Rose zmarła 18 marca 2020 na COVID-19 w wieku 62 lat. Była również chora na cukrzycę.